# Pristomyrmex yaeyamensis
Pristomyrmex yaeyamensis é uma espécie de formiga do gênero Pristomyrmex, pertencente à subfamília Myrmicinae.